# Alhuraa University
Alhuraa University is een niet door de Nederlandse overheid erkend opleidingsinstituut in Den Haag.
Alhuraa University maakt deel uit van de Association of Arab Universities met hoofdkwartier in Amman in Jordanië. Alhuraa biedt onder andere opleidingen rechten en politiek aan.
De Nederlandse stichting werd op 15 juni 2005 ingeschreven bij de Kamer van Koophandel. In november 2013 kwam Alhuraa in opspraak vanwege het uitreiken van master- en bachelordiploma's zonder daartoe geaccrediteerd te zijn door de Nederlands-Vlaamse Accreditatieorganisatie. In Zweden kwam Alhuraa in 2009 reeds als nep-universiteit in opspraak. Over de activiteiten, alsmede die van de Lahaye Global University, werden kamervragen gesteld aan minister van onderwijs Ronald Plasterk. In december 2013 legde de rechtbank in Den Haag de universiteit een boete op van €50.000, waarvan de helft voorwaardelijk, omdat ze tussen 2007 en 2010 diploma's liet voordoen alsof deze geaccrediteerd waren. In 2008 had het ministerie van Onderwijs hier al een waarschuwing voor afgegeven.